# یله نایدام
یله نایدام (هلندی: Jelle Nijdam؛ زادهٔ ۱۶ اوت ۱۹۶۳) دوچرخه‌سوار اهل هلند است.
از باشگاه‌هایی که در آن رکاب زده‌است می‌توان به تیم لوتوان‌ال–یومبو و تیم دوچرخه‌سواری تی‌وی‌ام اشاره کرد.